# 墨田
墨田（すみだ）は、東京都墨田区の町名。現行行政地名は墨田一丁目から墨田五丁目。住居表示実施済み区域。

## 地理
墨田区の北部に位置する。墨田区役所の北東方約2.4kmにある。北東で荒川を挟んで対岸に葛飾区堀切、南東で八広、南で東向島、西で堤通、北で旧綾瀬川を挟んで対岸に足立区千住曙町と隣接する。町域の北辺を以て墨田区 - 足立区境、北東辺をもって墨田区 - 葛飾区境とする。
荒川堤防上を都道449号線、東辺を水戸街道、西辺を墨堤通りと接する。
町域中部を南北に東武鉄道の鉄道路線が走り、中央部に鐘ヶ淵駅が置かれている。
町域内に出入り口はないが、首都高速道路の高架路線が地区北部を通る。

### 地価
住宅地の地価は、2025年（令和7年）1月1日の公示地価によれば、墨田4-21-2の地点で40万円/m2となっている。

## 世帯数と人口
2025年（令和7年）3月1日現在（墨田区発表）の世帯数と人口は以下の通りである。
| 丁目       | 世帯数     | 人口     |
| ---------- | ---------- | -------- |
| 墨田一丁目 | 1,532世帯  | 3,253人  |
| 墨田二丁目 | 2,270世帯  | 4,042人  |
| 墨田三丁目 | 2,189世帯  | 3,797人  |
| 墨田四丁目 | 2,662世帯  | 4,850人  |
| 墨田五丁目 | 1,623世帯  | 2,819人  |
| 計         | 10,276世帯 | 18,761人 |

### 人口の変遷
国勢調査による人口の推移。
| 年                 | 人口   |
| ------------------ | ------ |
| 1995年（平成7年）  | 16,913 |
| 2000年（平成12年） | 17,908 |
| 2005年（平成17年） | 17,970 |
| 2010年（平成22年） | 18,008 |
| 2015年（平成27年） | 17,417 |
| 2020年（令和2年）  | 17,649 |

### 世帯数の変遷
国勢調査による世帯数の推移。
| 年                 | 世帯数 |
| ------------------ | ------ |
| 1995年（平成7年）  | 6,469  |
| 2000年（平成12年） | 7,230  |
| 2005年（平成17年） | 7,652  |
| 2010年（平成22年） | 7,915  |
| 2015年（平成27年） | 8,012  |
| 2020年（令和2年）  | 8,609  |

## 学区
区立小・中学校に通う場合、学区は以下の通りとなる（2022年9月時点）。
| 丁目       | 番地                                                                                   | 小学校                 | 中学校                 |
| ---------- | -------------------------------------------------------------------------------------- | ---------------------- | ---------------------- |
| 墨田一丁目 | 全域                                                                                   | 墨田区立梅若小学校     | 墨田区立桜堤中学校     |
| 墨田二丁目 | 全域                                                                                   | 墨田区立梅若小学校     | 墨田区立桜堤中学校     |
| 墨田三丁目 | 1〜9番 10番（7〜13号を除く） 11〜13番 14番（4〜8号を除く） 17番18〜20号 18番18〜19号   | 墨田区立第二寺島小学校 | 墨田区立桜堤中学校     |
| 墨田三丁目 | 10番7〜13号 14番4〜8号 15〜16番 17番（18〜20号を除く） 18番（18〜19号を除く） 19〜41番 | 墨田区立隅田小学校     | 墨田区立桜堤中学校     |
| 墨田三丁目 | 42〜43番                                                                               | 墨田区立八広小学校     | 墨田区立吾嬬第二中学校 |
| 墨田四丁目 | 60〜62番                                                                               | 墨田区立八広小学校     | 墨田区立吾嬬第二中学校 |
| 墨田四丁目 | 1〜59番                                                                                | 墨田区立隅田小学校     | 墨田区立桜堤中学校     |
| 墨田五丁目 | 全域                                                                                   | 墨田区立隅田小学校     | 墨田区立桜堤中学校     |

## 交通

### 鉄道
- 東武伊勢崎線：鐘ヶ淵駅

### 道路・橋梁
道路
- 国道6号（水戸街道）
- 東京都道449号新荒川堤防線
- 東京都道461号吾妻橋伊興町線（墨堤通り）
- 大正通り

橋梁
- 荒川に架かる橋
  - 新荒川橋（首都高速6号向島線）
  - 四ツ木橋（国道6号 <水戸街道>）
- 旧綾瀬川に架かる橋
  - 綾瀬橋（墨堤通り）
  - 千住曙町橋梁（都道449号新荒川堤防線）

## 事業所
2021年（令和3年）現在の経済センサス調査による事業所数と従業員数は以下の通りである。
| 丁目       | 事業所数  | 従業員数 |
| ---------- | --------- | -------- |
| 墨田一丁目 | 65事業所  | 408人    |
| 墨田二丁目 | 162事業所 | 1,419人  |
| 墨田三丁目 | 168事業所 | 805人    |
| 墨田四丁目 | 130事業所 | 677人    |
| 墨田五丁目 | 120事業所 | 969人    |
| 計         | 645事業所 | 4,278人  |

### 事業者数の変遷
経済センサスによる事業所数の推移。
| 年                 | 事業者数 |
| ------------------ | -------- |
| 2016年（平成28年） | 808      |
| 2021年（令和3年）  | 645      |

### 従業員数の変遷
経済センサスによる従業員数の推移。
| 年                 | 従業員数 |
| ------------------ | -------- |
| 2016年（平成28年） | 4,710    |
| 2021年（令和3年）  | 4,278    |

## 施設

### 公共施設
- 墨田区役所墨田二丁目出張所（墨田2-36）
- 墨田四郵便局（墨田4-50）

### 教育
- 墨田区立隅田小学校（墨田4-6）
- 墨田区立梅若小学校（墨田2-25）
- 墨田児童会館（墨田2-30）

### 公園・児童遊園・広場
- 白鬚公園（墨田1-4）
- つばき公園（墨田5-33）
- 白鬚児童遊園（墨田1-4）
- 境児童遊園（墨田1-13）
- 墨田二丁目児童遊園（墨田2-42）
- 墨田第三児童遊園（墨田2-17）
- 墨田第六児童遊園（墨田2-20）
- こぶし児童遊園（墨田2-14）
- 隅田西児童遊園（墨田3-31）
- かつら児童遊園（墨田3-36）
- 隅田児童遊園（墨田4-23）
- 隅田第二児童遊園（墨田4-8）
- 隅田東児童遊園（墨田4-52）
- 隅田東第二児童遊園（墨田4-34）
- 墨田五丁目運動広場（墨田5-16）
- 荒川四ツ木橋緑地（墨田4・5）
- いちご広場（墨田3-18）
- カネボウ公園

### その他
- スポーツプラザ梅若（墨田1-4）
- ベルクス 墨田店（墨田2-37）

## その他

### 日本郵便
- 郵便番号 : 131-0031[3]（集配局 : 向島郵便局[15]）。